# سراستان
سراستان (خرم‌آباد)، روستایی از توابع بخش مرکزی شهرستان خرم‌آباد در استان لرستان ایران است.

## جمعیت
این روستا در دهستان ده‌پیر شمالی قرار دارد و براساس سرشماری مرکز آمار ایران در سال۱۴۰۳، جمعیت آن ۳۰۰ نفر (۷۰خانوار) بوده‌است.